# Три амигоса
Три амигоса (енг. ¡Three Amigos!) је америчка комедија из 1986. режисера Џона Ландиса по сценарију Лорна Мајклса, Стива Мартина и Рендија Њумана.
Чеви Чејс, Стив Мартин и Мартин Шорт тумаче насловне карактере, који стицајем чудних околности бивају приморани да своје улоге са великог платна пројектују у стварни живот не би ли поправили своју пољуљану репутацију.
Филм заузима 79. позицију на листи „100 најсмешнијих филмова“ америчке ТВ станице „Браво“.

## Радња филма
Филм почиње разбојником по имену Ел Гуапо (Алфонсо Арау) и његовом бандом насилника који прикупљају „своту новца“ из малог мексичког града Санто Поко. Кармен (Патриша Мартинез), ћерка сеоског вође, тражи некога ко може да спасе њене грађане. Током посете малој градској цркви, гледа нијеми филм са „Три амигоса” и, верујући да су они прави хероји, шаље телеграм Холивуду тражећи од њих да дођу и ухапсе Ел Гуапа. Међутим, телеграфиста уређује своју поруку (изостављајући доњи део) пошто има врло мало новца да је плати.
У међувремену, Лаки Деј (Стив Мартин), Дасти Ботомс (Чеви Чејс) и Нед Недерландер (Мартин Шорт) су холивудски глумци немог филма који приказују Три амигоса на екрану 1916. Када траже повишицу, шеф студија Хари Флуглман (Џо Мантења) их отпушта и исељава са њихове имовине која је коришћена као студио-резиденција. Убрзо након тога добијају Карменин телеграм, али не знајући како да га протумаче, верују да је то позив за снимање филма са Ел Гуапом. Након што су провалили у студио да покупе своја одела, пријатељи одлазе у Мексико. Заустављајући се у кантини у близини Санто Пока, грешком их сматрају пријатељима револвераша по имену Ел Алеман (Кај Вулф), који такође тражи Ел Гуапа и који је стигао непосредно пре њих. Схвативши грешку, Кармен покупи Пријатеље и одведе их у село, где су смештени у најбољу кућу у граду и третирају их веома добро. Следећег јутра, када су тројица Ел Гуапових људи дошли да нападну град, Амигоси су приредили каскадерску представу у холивудском стилу која их оставља веома збуњенима. Бандити одјашу, чинећи да сви помисле да су Амигоси победили непријатеља, али у стварности, људи су отишли да обавесте Ел Гуапа о томе шта се догодило, и одлучују да се врате следећег дана да убију Амигосе.
Када Немчеви краљевски сарадници стигну у кантину, показујући да су исто тако згодни са оружјем као и он, град приређује бурну прославу Пријатеља и њихове (наводне) победе. Следећег јутра, Ел Гуапо и његова банда долазе у Санто Поко и позивају Амигосе, који признају да су само глумили и да су превише уплашени да се суоче са њим након што је Лаки погођен у руку. Ел Гуапо дозвољава својим људима да опљачкају село и они киднапују Кармен, након чега Амигоси напуштају Санто Поко у немилости. Пошто их код куће ништа не чека, Нед убеђује Лакија и Дастија да постану хероји из стварног живота и крену за Ел Гуапом. Њихов први покушај да пронађу своје скровиште не успева, али примећују теретни авион и одлучују да га прате.Авионом управља Немац, који је уз помоћ својих сарадника донео пошиљку пушака за банду. У међувремену, у току су припреме за Ел Гуапов 40. рођендан, а на којој планира да Кармен постане супруга. Пријатељи покушавају да се инфилтрирају у скровиште, са различитим резултатима: Лаки је заробљен и окован у тамници, док се Дасти пење кроз прозор и улази у Карменину собу, а Нед завршава виси међу украсима.
Лаки се ослобађа и Дасти бежи само да би био ухваћен, Нед пада и такође је заробљен. Немац, који је од детињства обожавао Недову вештину брзог цртања, изазива га на дуел. Нед побеђује, убијајући Немчеве људе, а Лаки држи Ел Гуапа на нишану довољно близу да Кармен и пријатељи побегну - прво на коњу, а затим у Алемановом авиону. Враћајући се у Санто Поко са свом Ел Гуаповом војском иза, они окупљају сељане и позивају их да се сами снађу и саставе план одбране. Бандити стижу до наизглед празног села, да би изненада на њих пуцали Пријатељи и како падају у водене јарке које су сакрили и ископали сељани. Временом сви Ел Гуапови људи или га напусте или умиру у ватри, а и он са смртоносном раном. Док лежи на самрти, сељани - обучени као пријатељи и наоружани - излазе да се суоче са њим. Ел Гуапо им честита на овом плану, затим пуца Лакију у ногу и умире.
Мештани кажу Пријатељима да ће им дати сав новац који имају, али Пријатељи одбијају, говорећи (као у њиховим филмовима) да је правдање довољна награда за њих. Затим одјашу у залазак сунца, спремни да наставе да буду "прави хероји".

## Улоге
| Глумац          | Улога           |
| --------------- | --------------- |
| Чеви Чејс       | Дасти Ботомс    |
| Стив Мартин     | Лаки Деј        |
| Мартин Шорт     | Нед Нидерландер |
| Алфонсо Арау    | Ел Гуапо        |
| Тони Плана      | Хефе            |
| Џо Мантења      | Хери Флуглман   |
| Кај Вулф        | Немачки пилот   |
| Џон Ловиц       | Морти           |
| Фил Хартман     | Сем             |
| Патрис Мартинез | Кармен          |
| Ренди Њуман     | Распевани Грм   |